# Izvoarele (Tulcea)
Izvoarele è un comune della Romania di 2 136 abitanti, ubicato nel distretto di Tulcea, nella regione storica della Dobrugia. 
Il comune è formato dall'unione di 3 villaggi: Alba, Iulia, Izvoarele.
Nel 2004 si è staccato da Izvoarele il villaggio di Valea Teilor, andato a formare un comune autonomo.